# Minuartia hybrida subsp. hybrida
Minuartia hybrida subsp. hybrida é uma subespécie de planta com flor pertencente à família Caryophyllaceae. 
A autoridade científica da subespécie é (Vill.) Schischk. in Kom., tendo sido publicada em Fl. URSS 6: 488 (1936).

## Portugal
Trata-se de uma subespécie presente no território português, nomeadamente em Portugal Continental.
Em termos de naturalidade é nativa da região atrás indicada.

## Protecção
Não se encontra protegida por legislação portuguesa ou da Comunidade Europeia.